# La Seynie
 (août 2023).
 (août 2023).
La mise en forme du texte ne suit pas les recommandations de Wikipédia : il faut le « wikifier ».
Les points d'amélioration suivants sont les cas les plus fréquents. Le détail des points à revoir est peut-être précisé sur la page de discussion.
- Les titres sont pré-formatés par le logiciel. Ils ne sont ni en capitales, ni en gras.
- Le texte ne doit pas être écrit en capitales (les noms de famille non plus), ni en gras, ni en italique, ni en « petit »…
- Le gras n'est utilisé que pour surligner le titre de l'article dans l'introduction, une seule fois.
- L'italique est rarement utilisé : mots en langue étrangère, titres d'œuvres, noms de bateaux, etc.
- Les citations ne sont pas en italique mais en corps de texte normal. Elles sont entourées par des guillemets français : « et ».
- Les listes à puces sont à éviter, des paragraphes rédigés étant largement préférés. Les tableaux sont à réserver à la présentation de données structurées (résultats, etc.).
- Les appels de note de bas de page (petits chiffres en exposant, introduits par l'outil «  Source ») sont à placer entre la fin de phrase et le point final[comme ça].
- Les liens internes (vers d'autres articles de Wikipédia) sont à choisir avec parcimonie. Créez des liens vers des articles approfondissant le sujet. Les termes génériques sans rapport avec le sujet sont à éviter, ainsi que les répétitions de liens vers un même terme.
- Les liens externes sont à placer uniquement dans une section « Liens externes », à la fin de l'article. Ces liens sont à choisir avec parcimonie suivant les règles définies. Si un lien sert de source à l'article, son insertion dans le texte est à faire par les notes de bas de page.
- La présentation des références doit suivre les conventions bibliographiques. Il est recommandé d'utiliser les modèles {{Ouvrage}}, {{Chapitre}}, {{Article}}, {{Lien web}} et/ou {{Bibliographie}}. Le mode d'édition visuel peut mettre en forme automatiquement les références.
- Insérer une infobox (cadre d'informations à droite) n'est pas obligatoire pour parachever la mise en page.

Pour une aide détaillée, merci de consulter Aide:Wikification.
Si vous pensez que ces points ont été résolus, vous pouvez retirer ce bandeau et améliorer la mise en forme d'un autre article.
Fondée en 1774, la manufacture de La Seynie (devenue Manufacture la Reine) est à l’origine de la porcelaine de Limoges dite dure.
La ville de Saint-Yrieix-la-Perche, près de Limoges est, avec les Carrières de Marcognac et la manufacture de La Seynie, le berceau de la porcelaine et témoins de cette activité.

## Historique
En 1764, découverte du kaolin à Saint-Yrieix-la-Perche.
En 1774, la première manufacture de porcelaine dure est édifiée par Jean-Baptiste Du Garreau De La Seynie, le Comte de La Seynie à Saint-Yrieix-la-Perche en Haute-Vienne. La marque de fabrique  est  représentée en lettre cursive par LS et un point, ou LS entrelacée. Le Comte et ses deux cousins Du Garreau De Grésignac et De Beaupoil de Saint Aulaire, la dirigent jusqu’en 1789. Ils s’adjoignent les services de Fournerat, ancien pharmacien de la  manufacture du Comte D’Artois à Limoges, qui devient par la suite la renommée Manufacture Royale.
En 1797, à la suite du départ de Fournerat qui n'a pas respecté l’interdiction d’exercer pour une autre usine, les propriétaires louent la manufacture à Étienne Baignol. Ce dernier possède déjà l’une des principales fabriques de Limoges. Mais après avoir rencontré plusieurs périodes difficiles, dont un incendie, son contrat est repris par des artisans parisiens.
En 1805, Jean Pierre Cloostermans la dirige et vend sa production à Maufange.
En 1808, la manufacture est vendue à François Maurice Honoré, porcelainier, qui possède déjà une fabrique à Paris rue de Chevreuse puis s’associe les années suivantes à Pierre-Louis Dagoty, porcelainier, qui possède lui aussi une fabrique à Paris boulevard Poissonnière.
En  1815, la manufacture prend le nom de Manufacture De La Duchesse D’Angoulème et devient plus tard Manufacture de La Reine.
En 1819, Pierre-Louis Dagoty et François Maurice Honoré se séparent. Le premier en prend seul les rênes et la revend à Denuelle Dominique en 1823, porcelainier parisien, qui transfère sa fabrication à La Seynie en 1834 mais dispose toujours de son atelier boulevard Saint-Denis dans lequel il fait les décorations.
En 1847, Mailly père et Peltier Louis Adolphe achètent La Seynie. Ils se séparent en 1865 et le premier s'associe ensuite à son fils et développe les marchés.
En 1903, les Frères Paroutaud, déjà fabricants à Limoges, reprennent La Seynie, avec la création d’une nouvelle marque La Seynie P and P.
En 1919, André François, fabricant décorateur à Limoges, achète La Seynie, avec une nouvelle A.F. mais la manufacture sera revendue à la suite de son décès.
En 1934, Lajanthe, Pailler et Descottes reprennent la société sous Les Porcelaines Industrielles du Limousin, avec pour estampille la reprise des lettres LS entrelacées en cursive en 1952 et cesseront l'activité en 1983.
En 1983 Liliane Fouquet et Monsieur Jacky Lecoindre reprennent les Porcelaines de la Seynie et développe de nouveaux produits pour l'exportation, dont la première collection de porcelaine culinaire innovée par Monsieur Lecoindre. Ils marqueront une des plus grandes heures de gloire des Porcelaines de La Seynie.
En 1993, Paul Marquet et son fils, Jean-Paul, deviennent propriétaires. Le nom devient alors Manufacture La Reine.

Le 29 mai 2002 la société est mise en redressement judiciaire.
Le 26 juin 2009 la procédure est convertie en liquidation judiciaire.
Toujours en 2009, à la suite de la liquidation judiciaire de la société, Jean-Paul Tarrade prend le contrôle de la manufacture dont les créations sont de nouveaux estampillées LS.
En 2011, la manufacture se voit récompensée pour son savoir-faire et sa créativité en se voyant confier la création de la Marianne d'or, trophée gratifiant l'action d'élus locaux pour leurs territoires.
Le 6 février 2019, la manufacture La Seynie obtient la certification individuel IG (Indication Géographique) Porcelaine de Limoges.